# Pully
Pully [pyˈji] ist eine politische Gemeinde im Distrikt Lavaux-Oron des Kantons Waadt in der Schweiz. Die an Lausanne grenzende Gemeinde wird zu den wohlhabendsten Vororten der Stadt gerechnet.

## Geographie

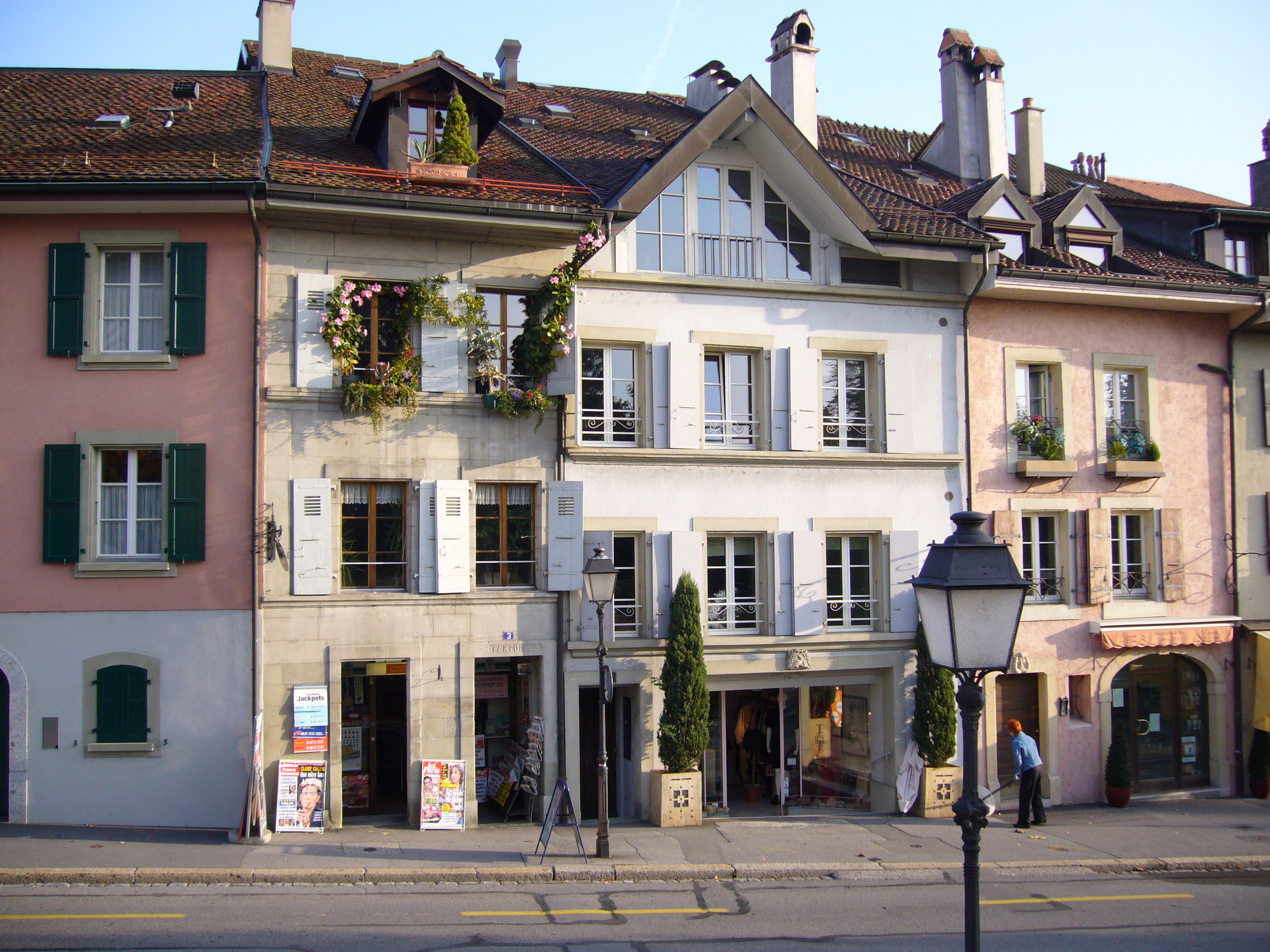
Häuserzeile in Pully

Pully liegt auf 426 m ü. M., 2,5 km südöstlich der Kantonshauptstadt Lausanne (Luftlinie). Die Agglomerationsgemeinde von Lausanne erstreckt sich an aussichtsreicher Lage auf einer Terrasse über dem Nordufer des Genfersees sowie an den unteren Südhängen der Höhen des Jorat, im Waadtländer Mittelland.
Die Fläche des 5,8 km² grossen Gemeindegebiets umfasst einen Abschnitt am Nordufer des Genfersees. Der Gemeindeboden erstreckt sich vom Seeufer nordwärts über den schmalen Uferrandstreifen und die Geländeterrasse von Pully sowie die angrenzenden Hänge hinauf. Die westliche Grenze bildet das Tal des Baches Vuachère, im Osten verläuft die Grenze entlang der Paudèze, die mit einem tiefen Tal den Hang untergliedert. In einem schmalen Streifen reicht das Gemeindegebiet nach Nordosten über das Waldgebiet Bois de la Chanaula auf den Hang von Monts de Pully, begrenzt durch die Täler von Paudèze im Südosten und Chandelar im Nordwesten. Auf der Höhe westlich von Claie aux Moines wird mit 802 m ü. M. die höchste Erhebung von Pully erreicht. Von der Gemeindefläche entfielen 1997 54 % auf Siedlungen, 25 % auf Wald und Gehölze, 20 % auf Landwirtschaft und etwas weniger als 1 % war unproduktives Land.
Zu Pully gehören die Siedlungen Chamblandes (380 m ü. M.) am Seeufer, La Rosiaz (580 m ü. M.) an den Hängen oberhalb von Pully sowie die Streusiedlung Monts de Pully (723 m ü. M.) am oberen Hang des Jorat. Die Nachbargemeinden von Pully sind im Westen und Norden Lausanne, im Nordosten Savigny, im Osten Belmont-sur-Lausanne und im Südosten Paudex.

## Klima
Für die Normalperiode 1991–2020 beträgt die Jahresmitteltemperatur 11,3 °C, wobei im Januar mit 2,7 °C die kältesten und im Juli mit 20,5 °C die wärmsten Monatsmitteltemperaturen gemessen werden. Im Mittel sind hier rund 38 Frosttage und 7 bis 8 Eistage zu erwarten. Sommertage gibt es im Jahresmittel rund 47, während normalerweise 7 Hitzetage zu verzeichnen sind.
Die Messstation von MeteoSchweiz liegt auf einer Höhe von 456 m ü. M.
|                        | Jan | Feb | Mär  | Apr  | Mai  | Jun  | Jul  | Aug  | Sep  | Okt  | Nov  | Dez  |   |       |
| Mittl. Temperatur (°C) | 2,7 | 3,3 | 7,0  | 10,6 | 14,6 | 18,4 | 20,5 | 20,1 | 16,0 | 11,7 | 6,7  | 3,5  | ⌀ | 11,3  |
| Mittl. Tagesmax. (°C)  | 4,7 | 5,9 | 10,5 | 14,6 | 18,9 | 22,8 | 25,0 | 24,5 | 19,8 | 14,6 | 8,9  | 5,4  | ⌀ | 14,7  |
| Mittl. Tagesmin. (°C)  | 0,7 | 0,8 | 3,7  | 6,8  | 10,7 | 14,3 | 16,2 | 16,2 | 12,7 | 9,1  | 4,5  | 1,5  | ⌀ | 8,1   |
|                        |     |     |      |      |      |      |      |      |      |      |      |      |   |       |
| Niederschlag (mm)      | 75  | 64  | 72   | 84   | 113  | 107  | 103  | 110  | 98   | 111  | 99   | 98   | Σ | 1134  |
|                        |     |     |      |      |      |      |      |      |      |      |      |      |   |       |
| Sonnenstunden (h/d)    | 2,5 | 3,9 | 5,5  | 6,4  | 6,9  | 8,0  | 8,4  | 7,8  | 6,3  | 4,3  | 2,6  | 1,9  | ⌀ | 5,4   |
|                        |     |     |      |      |      |      |      |      |      |      |      |      |   |       |
| Regentage (d)          | 9,8 | 8,5 | 9,0  | 9,2  | 11,7 | 9,9  | 9,6  | 9,5  | 8,9  | 10,3 | 10,4 | 10,9 | Σ | 117,7 |
|                        |     |     |      |      |      |      |      |      |      |      |      |      |   |       |
| Luftfeuchtigkeit (%)   | 78  | 73  | 68   | 64   | 67   | 66   | 64   | 67   | 73   | 78   | 79   | 79   | ⌀ | 71,3  |

| 0,7 |

| 0,8 |

| 3,7 |

| 6,8 |

| 10,7 |

| 14,3 |

| 16,2 |

| 16,2 |

| 12,7 |

| 9,1 |

| 4,5 |

| 1,5 |

| 0,7 |

| 0,8 |

| 3,7 |

| 6,8 |

| 10,7 |

| 14,3 |

| 16,2 |

| 16,2 |

| 12,7 |

| 9,1 |

| 4,5 |

| 1,5 |

## Bevölkerung
Mit 19'287 Einwohnern (Stand 31. Dezember 2023) gehört Pully zu den grössten Gemeinden des Kantons Waadt. Von den Bewohnern sind 82,8 % französischsprachig, 4,8 % deutschsprachig und 2,8 % italienischsprachig (Stand 2000). Die Bevölkerungszahl von Pully belief sich 1900 auf 2339 Einwohner. Nach einer sehr starken Bevölkerungszunahme seit Beginn des 20. Jahrhunderts, insbesondere zwischen 1950 und 1960, wurde um 1970 ein erster Höchststand beobachtet. Aufgrund der Wirtschaftskrise in den 1970er Jahren verbunden mit der Abwanderung von ausländischen Arbeitskräften nahm die Bevölkerung im nachfolgenden Jahrzehnt um 1000 Personen ab. Seither steigt die Einwohnerzahl langsam aber kontinuierlich weiter an. Der untere Gemeindeteil ist heute weitgehend überbaut und weist nur noch relativ geringe Landreserven auf. Das Siedlungsgebiet von Pully ist lückenlos mit denjenigen von Lausanne und Paudex zusammengewachsen.
| Bevölkerungsentwicklung | Bevölkerungsentwicklung | Bevölkerungsentwicklung | Bevölkerungsentwicklung | Bevölkerungsentwicklung | Bevölkerungsentwicklung | Bevölkerungsentwicklung | Bevölkerungsentwicklung | Bevölkerungsentwicklung | Bevölkerungsentwicklung | Bevölkerungsentwicklung | Bevölkerungsentwicklung |
| ----------------------- | ----------------------- | ----------------------- | ----------------------- | ----------------------- | ----------------------- | ----------------------- | ----------------------- | ----------------------- | ----------------------- | ----------------------- | ----------------------- |
| Jahr                    | 1850                    | 1900                    | 1910                    | 1930                    | 1950                    | 1960                    | 1970                    | 1980                    | 1990                    | 2000                    | 2016                    |
| Einwohner               | 1113                    | 2339                    | 3453                    | 5075                    | 6989                    | 12'505                  | 15'917                  | 14'998                  | 15'612                  | 16'034                  | 17'972                  |

## Politik

### Gemeindeparlament
- Grüne: 20
- SP: 15
- GLP: 8
- UP: 19
- FDP: 31
- SVP: 7

Gesetzgebende Behörde ist der von den Stimmberechtigten der Gemeinde Pully alle fünf Jahre gewählte Gemeinderat (conseil communal). Die 100 Abgeordneten werden im Proporzwahlverfahren gewählt. Die Aufgaben des Gemeindeparlaments umfassen die Budget- und Rechnungsabnahme, die Festlegung der Gemeindereglemente und die Kontrolle der Exekutive. Bei den Wahlen vom 7. März 2021 ergab sich folgende Sitzverteilung:
- FDP.Die Liberalen (FDP): 31 Sitze
- Grüne Partei (GPS): 20 Sitze
- Union Pulliérane (UP): 19 Sitze
- Sozialdemokratische Partei (SP): 15 Sitze
- Grünliberale Partei (glp): 8 Sitze
- Schweizerische Volkspartei (SVP): 7 Sitze

### Nationalratswahlen
Bei den Schweizer Parlamentswahlen 2019 betrugen die Wähleranteile in Pully: FDP 30,2 %, SP 19,8 %, Grüne 19,7 %, SVP 11,7 %, glp 10,1 %, POP/Sol 3,2 %, CVP 2,6 %.

## Wirtschaft
Pully war bis zu Beginn des 20. Jahrhunderts ein eher ländlich geprägtes Dorf. Damals wurde an den Hängen um den Ortskern Weinbau betrieben, der aber 1915 durch den Gemüseanbau verdrängt wurde. Heute gibt es nur noch einzelne kleine Rebbaugebiete. Der primäre Sektor besitzt kaum noch Bedeutung in der Erwerbsstruktur der Bevölkerung.
Aufgrund seiner Lage direkt an der Stadtgrenze von Lausanne stieg der Siedlungsdruck auf Pully bereits um 1900 stark an. In der Folge entwickelte sich das ehemalige Winzerdorf zu einem Wohnvorort von Lausanne. Die Hänge um den alten Ortskern wurden mit Wohnblöcken, Einfamilienhäusern und Villen überbaut und die Landwirtschaftszonen immer weiter zurückgedrängt. Anders als in den übrigen an Lausanne angrenzenden Stadtgemeinden gibt es in Pully kein grösseres Industrie- und Gewerbegebiet. Als wichtige Unternehmen sind Tetra Pak International SA und Assura zu nennen. Die überwiegende Anzahl der in Pully Erwerbstätigen (rund 80 %) ist im Dienstleistungssektor beschäftigt.
Pully verfügt über einen Bootshafen am Genfersee und eine Erholungszone entlang des Seeufers. Die erste Badeanstalt der Gemeinde wurde im Jahr 1913 eröffnet.

## Bildung
Besonders in der ersten Hälfte des 20. Jahrhunderts befanden sich in Pully zahlreiche Pensionate und Privatschulen, darunter das international bekannte Mädchenpensionat Château Mont-Choisi. Neben den Grundschulen besitzt Pully das 1903 von den Dominikanern gegründete Collège de Champittet, das 1976 erbaute Collège A. Reymond und das Lycée Jaccard (1914 gegründet), das 1975 in ein Gymnasium umgewandelt wurde. Daneben ist Pully Sitz und Ausbildungszentrum der Société vaudoise des cafetiers-restaurateurs et hôteliers.

## Kultur
Das kulturelle Leben von Pully wird in bedeutendem Masse durch das 1976 eröffnete Kulturzentrum L’Octogone, unter anderem mit einem Theater (Théâtre de Pully), geprägt. Ebenfalls bekannt ist das Théâtre de la Voirie.
Seit 1949 besitzt Pully ein Ortsmuseum. 1991 kam ein Museum für Gegenwartskunst hinzu. Das „Musée d’art de Pully“ wurde aufgebaut und wird finanziell getragen von der Stiftung A. Edelman in Kooperation mit der Stadt. Gezeigt werden dort Ausstellungen wie zum Beispiel 2019 «Zao Wou-Ki collectionneur».

## Verkehr

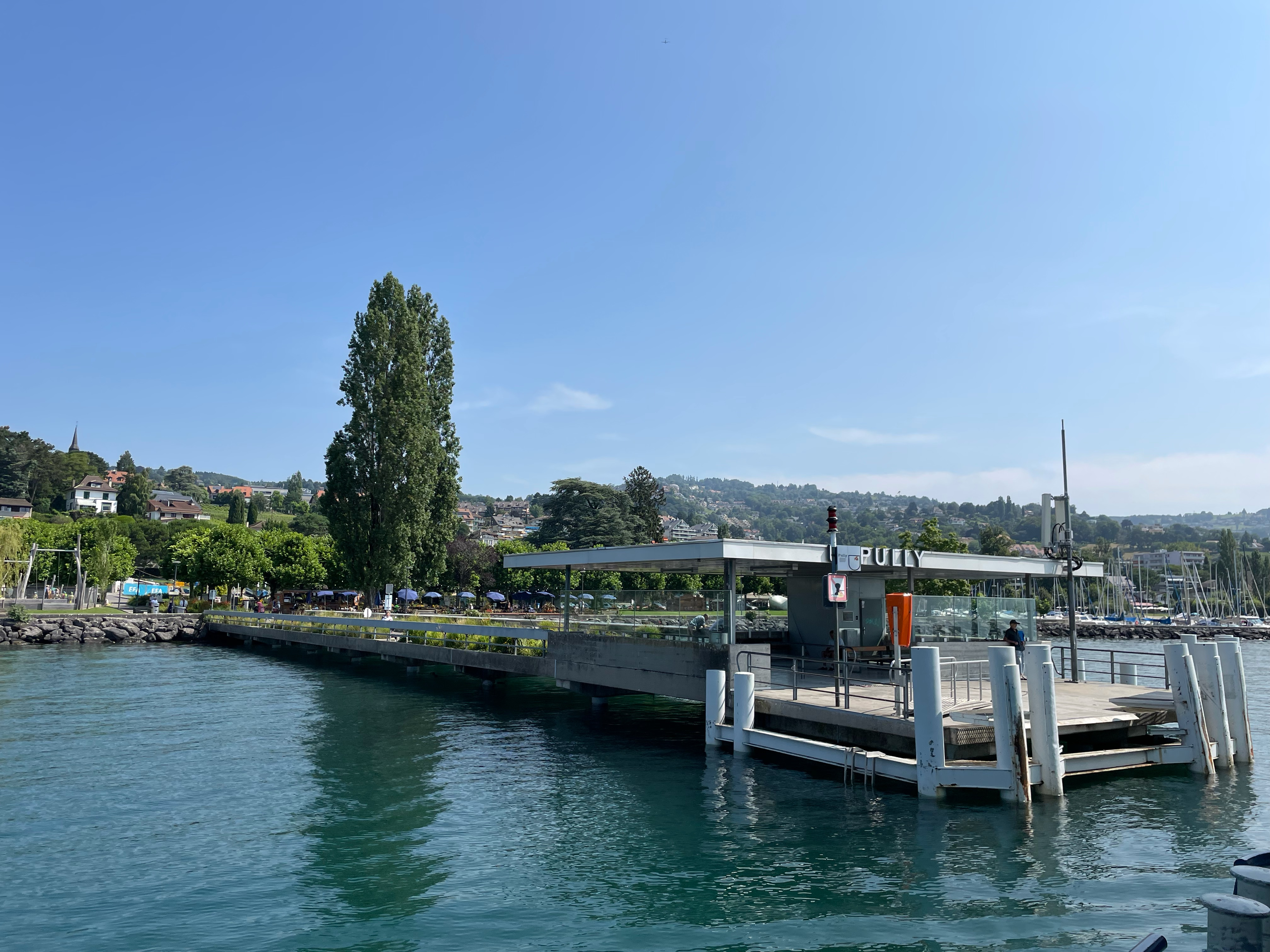
Schiffsteg Pully

Die Gemeinde ist verkehrstechnisch gut erschlossen. Sie liegt an der Hauptstrasse 9, die von Lausanne entlang dem Seeufer via Vevey und Montreux ins Wallis führt. Pully kann durch die Autobahnanschlüsse Lausanne-Vennes und Belmont an der 1974 eröffneten A9 (Lausanne–Sion) leicht erreicht werden.
Am 2. April 1861 wurde der Streckenabschnitt Lausanne–Villeneuve der Eisenbahnlinie von Lausanne ins Wallis eröffnet. Rund anderthalb Jahre später, am 4. September 1862 wurde auch die Bahnstrecke Lausanne–Bern in Betrieb genommen, welche den oberen Gemeindeteil durchquert. Pully besitzt an beiden Strecken je einen Bahnhof (Pully/Pully Nord). Die Gemeinde wird durch den Trolleybus Lausanne und mehrere Autobuslinien der Transports publics de la région Lausannoise erschlossen. Pully wird auch durch das Schiffsverkehrsnetz auf dem Genfersee bedient.

## Geschichte

Luftbild aus 800 m von Walter Mittelholzer (1919)

Pully kann auf eine sehr lange Siedlungstradition zurückblicken. Die frühesten Zeugnisse einer Siedlung datieren auf das jüngere Neolithikum. Aus dieser Zeit stammen die Steinkisten-Gräber bei Chamblandes-Vernay mit 48 ausgegrabenen menschlichen Skeletten. Chamblandes wurde namengebend für Steinkisten eines bestimmten Typs, die in der Westschweiz zwischen 4300 und 3300 v. Chr. entstanden (Steinkiste vom Typ Chamblandes). Auch aus der Römerzeit sind bedeutende Reste einer Villa überliefert, die 1971 wiederentdeckt wurden.
Die erste urkundliche Erwähnung des Ortes erfolgte bereits im Jahr 962 unter dem Namen Pulliacum. Im 12. Jahrhundert erschien die Schreibweise Polliacum, danach folgten zahlreiche weitere Bezeichnungen: Puliei und Pulie (1142), Puliacum (1155), Pauliei (1178), Pulli (1198), Pullie (1223), Pullis, Villa Puliaco im 13. Jahrhundert, Pollie (1250), Pullyez und Pullye (1368) sowie Pulliez (1377). Der Ortsname geht auf den römischen Personennamen Pollius zurück. Der Besitzer der römischen Villa von Pully hiess Pollius.
Seit dem 10. Jahrhundert hatte die Abtei Saint-Maurice reichen Grundbesitz in Pully. Dieser ging später an das Kloster Payerne. Das Dorf unterstand dem Bischof von Lausanne. Mit der Eroberung der Waadt durch Bern im Jahr 1536 kam Pully unter die Verwaltung der Landvogtei Lausanne. Nach dem Zusammenbruch des Ancien Régime gehörte das Dorf von 1798 bis 1803 während der Helvetik zum Kanton Léman, der anschliessend mit der Inkraftsetzung der Mediationsverfassung im Kanton Waadt aufging. 1798 wurde es dem Bezirk Lausanne zugeteilt.

## Sehenswürdigkeiten
Die reformierte Pfarrkirche Saint-Germain besitzt einen Polygonalchor im Stil der Spätgotik (16. Jahrhundert), das Kirchenschiff wurde im 20. Jahrhundert erneuert. Bei der Kirche befindet sich das Priorat, Gemeindehaus, ebenfalls im spätgotischen Stil, im 18. und 19. Jahrhundert mehrfach restauriert. Die Praroman-Kapelle wurde 1506 erbaut. Im alten Ortskern sind einige Winzerhäuser aus dem 18. und 19. Jahrhundert erhalten geblieben. Die Überreste der römischen Villa werden im Museum aufbewahrt. Die Fragmente einer Wandmalerei, die Szenen von römischen Wagenrennen darstellt, sind von besonderer Bedeutung. Das Musée d’art de Pully, der zeitgenössischen Kunst gewidmet, bietet keine alte Bausubstanz, aber gehört ästhetisch zu den wichtigsten Sehenswürdigkeiten der Stadt.

## Städtepartnerschaft
Pully ging 1986 eine Städtepartnerschaft mit der französischen Stadt Obernai im Elsass ein.

## Persönlichkeiten

### Söhne und Töchter der Stadt
- Robert Lang (1917–1997), Radrennfahrer
- François Debluë (* 1950), Schriftsteller
- Frédérique Rol (* 1993), Ruderin

### Persönlichkeiten, die vor Ort gewirkt haben
- Jakob Strebel (1887–1965), Jurist und Politiker
- Hugo Pratt (1927–1995), Comic-Autor
- Claude Béglé (* 1949), Manager und Politiker (CVP), lebt in Pully
- Katarzyna Gdaniec (* 1965), Balletttänzerin, Choreografin und Gründerin der compagnie linga in Pully.
- Robert Matthey (1900–1982), Zoologe und Genetiker